# Idaea violacea
Idaea violacea là một loài bướm đêm trong họ Geometridae.